# DNS over TLS
DNS over TLS（DoT）は、 Domain Name System（DNS）のクエリと応答をTransport Layer Security（TLS）プロトコルで暗号化・ラッピングするためのセキュリティプロトコルである。この手法の目的は、中間者攻撃によるDNSデータの盗聴と操作を防ぐことで、ユーザーのプライバシーとセキュリティを高めることである。
2020年現在、Cloudflare、Quad9、Google、Quadrant Information Security、CleanBrowsing、LibreOps、DNSlify、Telsy、 AdGuard、Digitalcourageが、DNS over TLS経由のPublic DNS resolverサービスを提供している。2018年4月、GoogleはAndroid PieにおけるDNS over TLSのサポートの追加を発表した。これにより、ユーザーはDNSサーバーをスマートフォン全体で設定できるようになり、Wi-Fiとモバイル接続の両方で有効にできるようになった。これは、従来はroot化されたデバイスのみで可能だった。PowerDNSのDNSDistもバージョン1.3.0でDNS over TLSのサポートを発表した。BINDのユーザーも、stunnel経由でプロキシすることにより、DNS over TLSを提供できる。Unboundは2018年1月22日からDNS over TLSをサポートしている。UnwindはDoTを2019年1月29日からサポートした。Android PieのDNS over TLSのサポートにより、一部のアドブロックは、サービスにアクセスするための比較的簡単な方法として、通常VPNやプロキシサーバなどを使用したさまざまなワークアラウンド手法の代わりに、暗号化プロトコルの使用をサポートするようになった。